# 中郷古墳群
中郷古墳群（なかごうこふんぐん）は、福井県敦賀市坂の下・吉河・岩谷にある古墳群。向出山古墳群（むかいでやまこふんぐん）と明神山古墳群（みょうじんやまこふんぐん）から構成される。国の史跡に指定されている。

## 概要
中郷古墳群は、4～6世紀にかけて造られ、海に向かって敦賀平野を見下ろす位置にある。敦賀湾に入る船、すなわち大陸との交流を意識した立地と言える。向出山（むかいでやま）古墳群のうち3基（1, 3, 4号墳）と明神山（みょうじんやま）古墳群のうち5基（1, 2, 3, 9, 10号墳）が、国指定の史跡となっている。このうち、最も代表的な古墳は向出山1号墳である。
中郷古墳群の近くには、敦賀市街東部を通る北陸自動車道や国道8号バイパス工事の際に発見され、緊急的に発掘調査された遺跡が多く、吉河（よしこ）遺跡（弥生時代）、小谷ヶ洞（こたにがほら）古墳群、立洞（たてぼら）古墳群がある。このうち、吉河遺跡、小谷ヶ洞古墳群は、保存が図られず、消滅した。

## 一覧

### 向出山古墳群

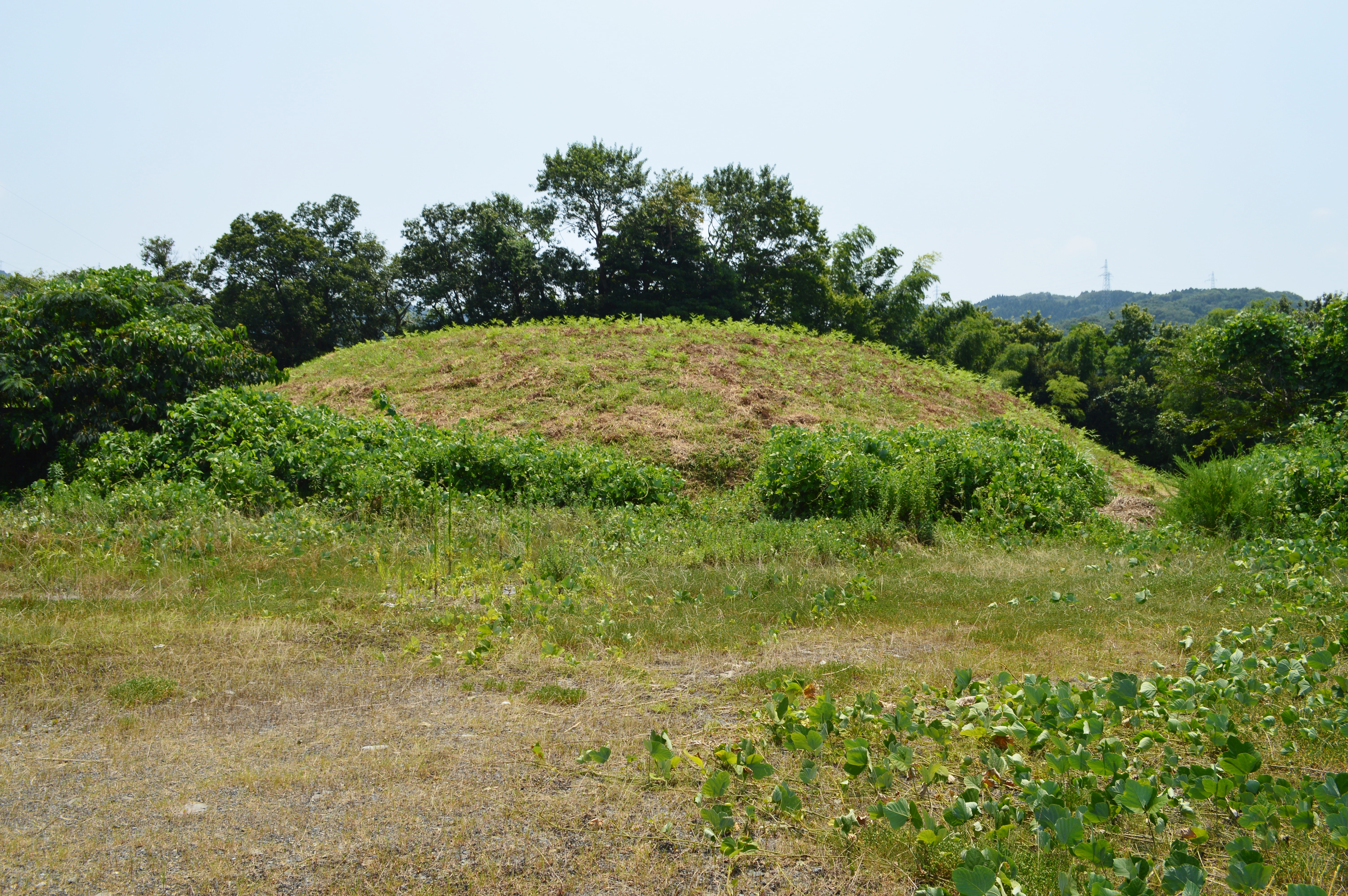
向出山1号墳

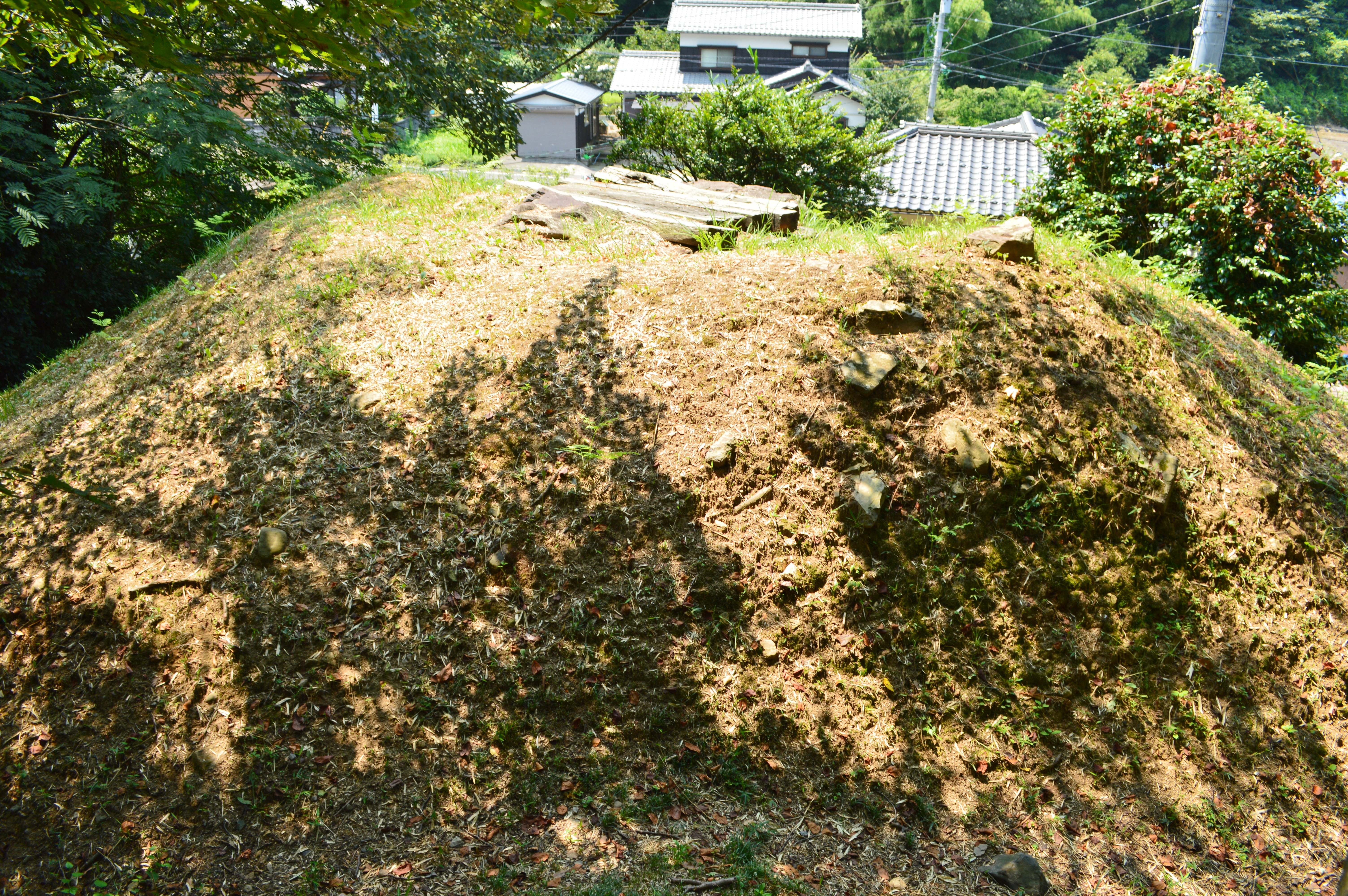
向出山3号墳

敦賀市吉河（よしこ）地区の山稜に1,3,4号墳の3基ある。2号墳は現存せず。各古墳には説明の標示が設置されている。
- 1号墳 - 5世紀末の円墳、径60m、高さ9mの大型古墳。2段築成、葺石あり。西側下方に方形の造出し区画を備え、この部分と合わせて全長75mの帆立貝型古墳とみなす見解もある。墳頂に2つの竪穴式石室をもち、多数の副葬品が出土している。なお、南側は造成工事により、一部欠損しており、頂上には四等三角点（点名：吉河）が設置されている。
- 2号墳 - 5世紀後半の円墳、1号墳の陪塚と考えられていたが、1号に先行して築かれた可能性がある。1983年（昭和58年）の造成工事により消滅した。
- 3号墳 - 6世紀後半の円墳、径15m、高さ4m、横穴式石室（全長7.2m、玄室長さ3.7m、幅2.0m、高さ2.7m）を持つ、敦賀地域では最大規模の石室を有している。
- 4号墳 - 6世紀後半の円墳、径8m、高さ2m、竹やぶにあり墳丘は崩れ、剥き出しになった横穴式石室には土砂が流入している。

### 明神山古墳群
敦賀市坂下（さかのした）地区の山稜に点在しており、2010～2011年（平成22～23年）の発掘調査資料では1～23号墳まで確認できる。標示や歩道などの整備はなされていないため、見学には注意が必要である。史跡指定の古墳5基については次の通り。
- 1号墳 - 4世紀の前方後方墳、長さ47m、高さ5.5m、表面に葺石。
- 2号墳 - 4世紀の円墳、1号墳の陪塚。
- 3号墳 - 4世紀の前方後円墳、長さ53.5m、高さ7m。
- 9号墳 - 6世紀前半の前方後円墳、長さ20m、高さ3m、横穴式石室。
- 10号墳 - 円墳。

## 出土品
向出山1号墳は、1954年（昭和29年）以降の数回の発掘で、刀、剣、鉾などの武器や、金メッキを施した鎧や兜といった武具、銅鏡、玉類など、多数の豪華な副葬品が出土している。上記の武具は、全国的に見ても希少な出土例であり、2010年（平成22年）に保存処理がなされ、私立敦賀郷土博物館に展示されている。敦賀は古代より大陸との交流が盛んであり、その中で力を持っていた首長クラスの墳墓と考えられる。

## 文化財

### 国の史跡
- 中郷古墳群 - 1988年（昭和63年）3月23日指定[1]。

### 敦賀市指定文化財
- 有形文化財
  - 向出山古墳出土品（考古資料） - 1959年（昭和34年）10月5日指定[2]。

## アクセス
敦賀インターチェンジから10分程度。明神山古墳群近くには駐車場はない、向出山古墳群は1号墳前は空き地となっており駐車可能である。